# 2117 Danmark
För andra betydelser, se Danmark (olika betydelser).
2117 Danmark eller 1978 AC är en asteroid i huvudbältet som upptäcktes den 9 januari 1978 av den danske astronomen Richard West vid La Silla-observatoriet. Den är uppkallad efter det europeiska landet Danmark.
Asteroiden har en diameter på ungefär 11 kilometer och den tillhör asteroidgruppen Koronis.